# PalaMangano
Il PalaMangano è l'impianto sportivo della città di Scafati e ospita la società sportiva Scafati Basket. Dal 2022, solo per gli eventi dello Scafati Basket è stato denominato Beta Ricambi Arena, dall'omonima società che ne ha acquisito i diritti.
L'impianto ha una capienza di 3 500 posti ed è intitolato a Massimo Mangano, compianto allenatore della squadra scafatese. Una delle gradinate è invece dedicata a Peppe Lamanna, un giovane tifoso scafatese scomparso prematuramente.
Costruito nel 2000 dopo la storica promozione in Serie A2, è stato inaugurato il 7 gennaio 2001 in occasione del match tra la Longobardi Scafati e la Fila Biella.

## Ristrutturazione
Nel 2015 la struttura è stata oggetto di una ristrutturazione: il parquet di gioco è stato completamente rinnovato e i tabelloni pubblicitari sono stati tutti sostituiti da alcuni esemplari nuovi. Inoltre è stata apportata la riparazione del soffitto e la sostituzione dei tabelloni segnanti i 24 secondi e il tempo di gioco. Come ultima cosa, lo Scafati Basket si è riservato di inserire sul pavimento che conduce al campo da gioco il proprio logo e codice FIP in una placca di marmo pregiato.